# Министерство энергетики и горнорудной промышленности Перу
Министерство энергетики и горнорудной промышленности Перу отвечает за управление энергетикой и горнодобывающей промышленностью Перу. Кроме того, оно отвечает за надзор за равномерным распределением энергии по всей стране. Нынешний министр — Франсиско Исмодес.

## Цели
1. Содействовать пропорциональному, эффективному и конкурентному использованию и развитию энергетических ресурсов в контексте децентрализации и регионального развития, отдавая приоритет частным инвестициям, удовлетворению спроса, а также применению альтернативных источников энергии в процессе электрификации сельских районов.
2. Содействовать развитию горного юга страны, стимулированию частных инвестиций и правовой стабильности, содействовать справедливой эксплуатации и внедрению экологически чистых энергетических технологий в небольшие шахты, в контексте процесса региональной децентрализации.
3. Содействовать охране окружающей среды по отношению к энергетической и горнодобывающей отрасли, а также поощрять дружественные отношения между частными лицами, потребителями и гражданским обществом.
4. Осуществлять планирование и развитие данного сектора и его институтов, а также эффективное и действенное управление ресурсами.

## См также
- Министерство производства Перу